# Guðrún Júlíusdóttir
Guðrún Júlíusdóttir (* 24. November 1968) ist eine isländische Badmintonspielerin.

## Karriere
Guðrún Júlíusdóttir siegte 1989 erstmals bei den nationalen Titelkämpfen in Island, wobei sie sich die Titel im Damendoppel und im Mixed erkämpfen konnte. Acht weitere Titel folgten bis 1995. Sechs Mal siegte sie bei den Iceland International, 1991 gewann sie die Island Games. 1993 und 1995 nahm sie an den Weltmeisterschaften teil.

## Sportliche Erfolge
| Saison | Veranstaltung                 | Disziplin   | Platz | Name                                        |
| ------ | ----------------------------- | ----------- | ----- | ------------------------------------------- |
| 1988   | Iceland International         | Dameneinzel | 1     | Guðrún Júlíusdóttir                         |
| 1989   | Island: Einzelmeisterschaften | Damendoppel | 1     | Guðrún Júlíusdóttir / Kristín Magnúsdóttir  |
| 1989   | Island: Einzelmeisterschaften | Mixed       | 1     | Guðmundur Adolfsson / Guðrún Júlíusdóttir   |
| 1989   | Iceland International         | Damendoppel | 1     | Guðrún Júlíusdóttir / Kristín Magnúsdóttir  |
| 1990   | Island: Einzelmeisterschaften | Damendoppel | 1     | Guðrún Júlíusdóttir / Birna Petersen        |
| 1990   | Island: Einzelmeisterschaften | Mixed       | 1     | Guðmundur Adolfsson / Guðrún Júlíusdóttir   |
| 1990   | Iceland International         | Dameneinzel | 1     | Guðrún Júlíusdóttir                         |
| 1991   | Island: Einzelmeisterschaften | Damendoppel | 1     | Guðrún Júlíusdóttir / Birna Petersen        |
| 1991   | Island: Einzelmeisterschaften | Mixed       | 1     | Árni Þór Hallgrímsson / Guðrún Júlíusdóttir |
| 1991   | Island Games                  | Dameneinzel | 1     | Guðrún Júlíusdóttir                         |
| 1992   | Island: Einzelmeisterschaften | Damendoppel | 1     | Guðrún Júlíusdóttir / Birna Petersen        |
| 1993   | Island: Einzelmeisterschaften | Mixed       | 1     | Árni Þór Hallgrímsson / Guðrún Júlíusdóttir |
| 1993   | Island: Einzelmeisterschaften | Damendoppel | 1     | Guðrún Júlíusdóttirr / Birna Petersen       |
| 1994   | Iceland International         | Damendoppel | 1     | Birna Petersen / Guðrún Júlíusdóttir        |
| 1994   | Iceland International         | Mixed       | 1     | Árni Þór Hallgrímsson / Guðrún Júlíusdóttir |
| 1995   | Iceland International         | Mixed       | 1     | Árni Þór Hallgrímsson / Guðrún Júlíusdóttir |
| 1995   | Island: Einzelmeisterschaften | Mixed       | 1     | Árni Þór Hallgrímsson / Guðrún Júlíusdóttir |